# (127) Johanna
(127) Johanna es un asteroide perteneciente al cinturón de asteroides descubierto el 5 de noviembre de 1872 por Prosper Mathieu Henry desde el observatorio de París, Francia. Está posiblemente nombrado en honor de la heroína francesa Juana de Arco.

## Características orbitales
Johanna está situado a una distancia media de 2,755 ua del Sol, pudiendo acercarse hasta 2,573 ua y alejarse hasta 2,937 ua. Su excentricidad es 0,06609 y la inclinación orbital 8,241°. Emplea 1670 días en completar una órbita alrededor del Sol.